# Snoop (информатика)
snoop — гибкий анализатор трафика с интерфейсом командной строки, включённый в операционную систему Solaris. Его исходный код доступен в рамках проекта OpenSolaris.